# مارفل كومكس
مارفل كومكس هو الاسم التجاري والبصمة الأساسية لشركة مارفل العالمية، المعروفة سابقًا باسم شركة مارفل للنشر. ومارفل كومكس، استحوذت شركة والت ديزني على شركة مارفل إنترتينمنت، الشركة الأم لشركة مارفل العالمية.
بدأ مارفل في عام 1939 على يد مارتن جودمان تحت عدد من الشركات والعلامات المطبوعة ولكنه يُعرف الآن باسم تيمالي كومكس، وبحلول عام 1951 أصبح يُعرف عمومًا باسم اطلس كومكس. بدأت حقبة مارفل في عام 1961، وهو العام الذي أطلقت فيه الشركة المدهشون الأربعة وغيرها من ألقاب الأبطال الخارقين التي أنشأها ستان لي، وجاك كيربي، وستيف ديتكو والعديد من الآخرين. تم ترسيخ علامة مارفل التجارية، التي تم استخدامها على مر السنين، كعلامة تجارية أساسية للشركة.
تعد مارفل من بين شخصياتها الأبطال الخارقين المعروفين مثل الرجل العنكبوت والرجل الحديدي وكابتن أمريكا والرجل الأخضر وثور وولفرين والرجل النملة والدبورة والارملة السوداء وكابتن مارفل والنمر الأسود ودكتور سترينج والدراج الشبح وبليد، ديردفيل، بونيشر وديدبول. توجد فرق مثل المنتقمون وإكس مان والمدهشون الأربعة وحراس المجرة بالإضافة إلى الأشرار الفائقين بما في ذلك دكتور الهلاك وثانوس ولوكي وغرين غوبلن وكنج بنج والجمجمة الحمراء وأولترون ودكتور أخطبوط، دورمامو، فينوم وغالاكتوس. تعمل معظم شخصيات مارفل الخيالية في واقع واحد يُعرف باسم أعجوبة الكون، حيث تعكس معظم المواقع أماكن الحياة الواقعية؛ يوجد العديد من الشخصيات الرئيسية في مدينة نيويورك. بالإضافة إلى ذلك، نشرت مارفل العديد من العقارات المرخصة من شركات أخرى. يتضمن هذا كومكس حرب النجوم مرتين من عام 1977 إلى عام 1986 ومرة أخرى منذ عام 2015.

## أشهر قصصها التي نشرتها على مر تاريخها
- الرجل العنكبوت Spider-Man.
- فينوم Venom.
- الرجل الحديدي Iron-Man.
- الرجل الأخضر Hulk.
- كابتن أمريكا Captain America.
- ثور Thor.
- إكس-من X-Men.
- المدهشون الأربعة The Fantastic Four.
- غوست رايدر ghost rider.
- الرجل النملة Ant-Man.
- حراس المجرة Guardian of The Galaxy.
- ديد بول Deadpool

في 16 مارس، 2006، نشرت الشركة الكويتية تشكيل كومكس قصص مصورة لمارفل كومكس بـاللغة العربية لأول مرة بعد فترة انقطاع طويلة للكوميك الأمريكي باللغة العربية.
في 31 أغسطس، 2009، أعلنت شركة والت ديزني صفقة لشراء شركة مارفل للتسلية، الشركة الأم شركة مارفل للنشر، من أجل قيمة أربعة مليارات دولار نقداً وفي الأسهم.

## التاريخ

### تايملي للنشر
أنشأ ناشر مجلة اللب مارتن غودمان شركة تايملي للنشر في عام 1939، وعُرفت لاحقًا بمارفل كومكس. كان غودمان في محاولة للتوسع ودخول عالم القصص المصورة الناشيء والذي كان ذا شعبية كبيرة في ذلك الوقت-، بعد أن كانت بدايته مع قصص الخيال الغربي التي كانت تُطبع على لب الورق في 1933. أطلق خطه الجديد من مكاتب شركته الواقعة في 330 غرب شارع 42، مدينة نيويورك، وأصبح محررًا، ومدير تحرير، ومدير أعمال بصورة رسمية، وكذلك أُدرج أبراهام غودمان (شقيق مارتن) رسميًا كناشر.
أول إصدار لتايملي باسم مارفل كوميكس #1 (تاريخ الغلاف أكتوبر 1939) تضمن أول ظهور لبطل الأندرويد الخارق الشعلة الإنسان من تأليف كارل بيرغوس، وأول ظهور للبطل المخالف للعرف نامور الغواص من ابتكار بيل إيفرت، وعدد من الشخصيات الأخرى. حققت الطبعة نجاحًا كبيرًا؛ إذ باعت هي وطبعة ثانية صدرت بعدها بشهر ما يقرب من ال900,000 نسخة. في ذلك الوقت كانت شركة فونيز هي المسؤولة عن الإنتاج،، لكن أصبح لدى تايملي طاقمها بحلول السنة التالية. تعاون الكاتب الفنان جو سيمون -أول محرر حقيقي في الشركة- مع الفنان جاك كيربي لإنشاء أول بطل ذي طابع وطني، وهو كابتن أمريكا، في في إصدار كابتن أمريكا كومكس #1 (مارس 1941). ونجح ذلك الإصدار أيضًا نجاحًا كبيرًا؛ إذ قُربت مبيعاته من الواحد مليون. أسس غودمان شركة تايملي كومكس، وبدأ بجعل غلاف الإصدارات مؤرخ في أبريل 1941 أو ربيع 1941.

### أطلس كومكس
شهد سوق القصص المصورة الأمريكية في فترة ما بعد الحرب خروج الأبطال الخارقين عن الموضة. لتشمل مجموعة متنوعة أكثر من التي نشرتها تايملي، والتي تضم الرعب والفكاهة والحيوان المضحك ودراما المغامرات للرجال والوحش العملاق والجريمة والكوميديا الحربية، وما بعده إضافة كتب الأدغال والعناوين الرومانسية والتجسس وحتى مغامرات العصور الوسطى وقصص الكتاب المقدس والرياضة. بدأ مارتن جودمان في استخدام شعار الكرة الأرضية لشركة أطلس نيوز، وهي شركة توزيع الصحف التي يمتلكها،  على غلاف كومكس بتاريخ نوفمبر 1951 على الرغم من أن شركة أخرى، أخبار كيبل، استمرت في توزيع رسومه الهزلية من خلال إصدارات أغسطس 1952. وحدت هذه العلامة التجارية العالمية الخط الذي وضعه نفس الناشر والموظفين والمستقلين من خلال 59 شركة وهمية، من انيميرتس كومكس إلى منشورات زينيث. لقد اتخذ أطلس، بدلاً من الابتكار، طريقًا مثبتًا لمتابعة الاتجاهات الشعبية في التلفزيون والأفلام سادت الأعمال الدرامية الحربية والغربية لبعض الوقت، وحوش الأفلام في السيارات مرة أخرى وحتى الكتب المصورة الأخرى، نشر أطلس أيضًا عددًا كبيرًا من عناوين الفكاهة للأطفال والمراهقين، حاول أطلس دون جدوى إحياء الأبطال الخارقين من أواخر عام 1953 إلى منتصف عام 1954، باستخدام الشعلة البشرية، وسوب مارينر وكابتن أمريكا. لم يحقق اطلس أي نجاحات لكن نجا اطلس بشكل رئيسي لأنه أنتج العمل بسرعة وبتكلفة منخفضة وبجودة مقبولة.

### مارفل كومكس
كانت أولى الكتب المصورة الحديثة تحت العلامة التجارية مارفل كومكس في أعقاب نجاح دي سي كومكس في إحياء الأبطال الخارقين في أواخر الخمسينيات وأوائل الستينيات، لا سيما مع فلاش، وغرين لانترن، وباتمان، وسوبرمان، ووندر ومان، وغرين آرو، وأعضاء آخرين في فريق العدالة الأمريكية، حذت مارفل حذوها. في عام 1961، أحدث الكاتب والمحرر ستان لي ثورة في كاريكاتير الأبطال الخارقين من خلال تقديم أبطال خارقين مصممين لجذب القراء الأكبر سنًا من جمهور الذي يغلب عليه الأطفال، مما أدى إلى ما أطلق عليه مارفل فيما بعد اسم مارفل كومكس. كسر فريق الأبطال الخارقين الأول من مارفيل الحديثة، وتجنب إخفاء الهوية أو الهويات السرية لصالح مكانة المشاهير. في وقت لاحق، طورت كاريكاتير مارفيل سمعة للتركيز على التوصيف وقضايا البالغين إلى حد أكبر من معظم كاريكاتير الأبطال الخارقين قبلهم، وهي جودة يقدرها الجيل الجديد من القراء الأكبر سنًا. ينطبق هذا على عنوان الرجل العنكبوت المذهل على وجه الخصوص، والذي تبين أنه أكثر كتاب مارفل نجاحًا. عانى بطلها الشاب من الشك الذاتي والمشاكل الدنيوية مثل أي مراهق آخر، وهو أمر يمكن للعديد من القراء التعرف عليه. نشأ ستان لي والفنان المستقل والمخطط المشارك لجاك كيربي في المدهشون الأربعة في ثقافة الحرب الباردة التي قادت مبدعيهم إلى مراجعة تقاليد الأبطال الخارقين في العصور السابقة لتعكس بشكل أفضل الروح النفسية لأعمارهم. بتجنب مثل هذه المجازات في الكتاب الهزلي مثل الهويات السرية وحتى الأزياء في البداية، ووجود وحش كأحد الأبطال، وتنازع شخصياته وتشكو فيما أطلق عليه لاحقًا نهج «الأبطال الخارقين في العالم الحقيقي»، فقد مثلت السلسلة التغيير الذي أثبت نجاحه الكبير. غالبًا ما قدمت مارفل أبطالًا خارقين معيبين، على عكس الأبطال الرياضيين المثاليين والوسيمين الموجودين في الكتب المصورة التقليدية السابقة. بدا بعض أبطال مارفل مثل الأشرار والوحوش مثل هالك. امتد هذا النهج الطبيعي حتى إلى السياسات الموضعية. كما أشار مؤرخ القصص المصورة مايك بنتون: في عالم الكتب المصورة سوبرمان، لم تكن الشيوعية موجودة. فنادرا ما عبر سوبرمان الحدود الوطنية أو تورط في النزاعات السياسية. من عام 1962 إلى عام 1965. يهاجم العملاء الشيوعيون الرجل النملة في معمله، و يهاجم أتباعه النمل على المدهشون الأربعة على سطح القمر، ويقوم مقاتلو فيت كونغ بإطلاق النار على الرجل الحديدي. ضربت كل هذه العناصر على وتر حساس لدى القراء الأكبر سنًا، بما في ذلك البالغين في سن الكلية. في عام 1965، ظهر كل من لرجل العنكبوت وهالك في قائمة مجلة المحترم التي تضم 28 من أبطال الحرم الجامعي، جنبًا إلى، بدا سوبرمان ودي سي كوميكس على الفور وكأنهما بات العجوز الممل ؛ شعرت مارفل مثل فرقة البيتلز والغزو البريطاني. كان عمل كيربي الفني مع توتره وهلوسه هو ما جعله مثاليًا للعصر، مع مواقع تعكس مدن واقعية مثل نيويورك ولوس أنجلوس وشيكاغو. حتى أن مارفل سخر من نفسها وشركات الرسوم الهزلية الأخرى في فيلم كوميدي ساخر.

### ملكية صناعات الإيقاع
في عام 1968، بينما كان يباع 50 مليون كتاب فكاهي سنويًا، قام مؤسس الشركة مارتن جودمان بمراجعة ترتيب التوزيع المقيّد مع الاخبار الحرة الذي توصل إليه تحت الإكراه خلال سنوات أطلس، مما سمح له الآن بإصدار العديد من العناوين التي يتطلبها الطلب. في أواخر ذلك العام، باع شركة مارفل كومكس وشركتها الأم، إدارة المجلة، إلى شركة الفيلم المثالي، مع بقاء مارتن جودمان ناشرًا. في عام 1969، أنهى غودمان أخيرًا صفقة التوزيع الخاصة به مع الاخبار الحرة بالتوقيع مع شركة تداول كيرتس. في عام 1971، اتصلت وزارة الصحة والتعليم والرعاية الاجتماعية في الولايات المتحدة برئيس تحرير مارفل كومكس ستان لي لعمل قصة كتاب هزلية عن تعاطي المخدرات. وافق لي وكتب قصة من ثلاثة أجزاء عن الرجل العنكبوت تصور تعاطي المخدرات على أنه خطير وغير جذاب. ومع ذلك، رفض مجلس الرقابة الذاتية للصناعة، هيئة الكوميكس كود، الموافقة على القصة بسبب وجود المخدرات، معتبرين سياق القصة غير ذي صلة. نشر ستان لي، بموافقة مارتن جودمان، بدون ختم قانون كاريكاتير. كان رد فعل السوق جيدًا على القصة، وقامدي سي كومكس بعد ذلك بمراجعة المدونة في نفس العام. تقاعد جودمان كناشر في عام 1972 ونصب ابنه تشيب ناشرًا. بعد ذلك بوقت قصير، خلفه ستان لي كناشر وأصبح أيضًا رئيس مارفل  لفترة وجيزة. خلال فترة رئاسته عين محرره المساعد، الكاتب غزير الإنتاج روي توماس، رئيسًا للتحرير. أضاف توماس «يقدم لي» إلى الصفحة الافتتاحية لكل كتاب فكاهي.
أشرفت سلسلة من رؤساء التحرير الجدد على الشركة خلال فترة بطيئة أخرى للصناعة. مرة أخرى، حاول مارفل التنويع، ومع تحديث مدونة القصص المصورة، تم نشر عناوين تحت عنوان الرعب، فنون الدفاع عن النفس، السيف والشعوذة، والهجاء والخيال العلمي، وفي أواخر العقد، سلسلة حرب النجوم. تم نشر بعضها في مجلات سوداء وبيضاء كبيرة الحجم، تحت بصمة مجلات كورتيس.
تمكنت مارفل من الاستفادة من قصصها المصورة الناجحة للأبطال الخارقين في العقد الماضي من خلال الحصول على موزع جديد لبيع الصحف وتوسيع خط الرسوم الهزلية الخاص بها بشكل كبير. تفوقت مارفل على منافستها دي سي كومكس في عام 1972، في وقت كان فيه سعر وشكل الكوميديا القياسية في كشك الصحف في حالة تغير مستمر. زاد جودمان سعر وحجم رسوم كاريكاتير مارفيل المؤرخة في نوفمبر 1971 من 15 سنتًا لـ 36 صفحة إلى 25 سنتًا لـ 52 صفحة. حذت دي سي حذوها، لكن مارفل في الشهر التالي أسقطت رسومها الهزلية إلى 20 سنتًا مقابل 36 صفحة، حيث قدمت منتجًا بسعر أقل مع خصم موزع أعلى. في عام 1973، أعادت شركة الفيلم المثالي تسمية نفسها باسم صناعات الإيقاع وأطلق عليها اسم إدارة المجلة لتصبح مجموعة مارفل كومكس. قام جودمان، المنفصل الآن عن مارفل، بتأسيس شركة جديدة تسمى الدوريات البحرية في عام 1974، لإحياء اسم أطلس كومكس القديم الخاص بـ مارفل لخط أطلس كومكس الجديد، ولكن هذا استمر لمدة عام ونصف فقط. [42] في منتصف السبعينيات من القرن الماضي، أثر تراجع شبكة توزيع الصحف والمجلات على شركة مارفل. وقعت أعمال مثل هوارد البطة ضحية لمشاكل التوزيع، حيث أبلغت بعض العناوين عن انخفاض المبيعات بينما في الواقع أعادت متاجر الكتب المصورة المتخصصة الأولى بيعها في وقت لاحق. ولكن بحلول نهاية العقد، ثروات مارفل كانت تنتعش، بفضل صعود التوزيع المباشر في السوق البيع من خلال تلك المتاجر المتخصصة في القصص المصورة بدلاً من أكشاك الصحف. غامر مارفل في مجال الصوت في عام 1975 بسلسلة إذاعية وسجل، وكان كلاهما ستان لي راويًا. المسلسل الإذاعي كان لمدهشون الأربعة.